# Pierre Pouëssel
Pierre Pouëssel, né le 2 février 1955 à Cherbourg,, est un haut fonctionnaire français. Après plusieurs postes préfectoraux, au ministère des Armées et à la direction générale de la Sécurité extérieure (DGSE), il est préfet de la région Centre-Val de Loire et préfet du Loiret du 26 août 2019 au 28 février 2021.

## Biographie
Titulaire d'une maîtrise en droit public et élève de l'Institut d'études politiques de Paris, Pierre Pouëssel est issu de la promotion « Henri François d'Aguesseau » (1980-1982) de l'École nationale d'administration.
Après avoir brièvement été affecté comme administrateur civil au ministère de l'Intérieur, il est nommé directeur de cabinet du préfet du Gard en 1982 puis du préfet de Guadeloupe en 1983. En 1986, il est nommé secrétaire général de la préfecture du Gers puis, en 1988, il devient conseiller technique au cabinet de Pierre Joxe, ministre de l'Intérieur puis de la Défense. En 1993, il est nommé sous-préfet de Palaiseau puis, en 1996, sous-préfet de Brest. En 1998, il devient délégué interministériel aux restructurations de défense au ministère de la Défense.
En 2000, Pierre Pouëssel est nommé préfet du Territoire de Belfort, puis, en 2004, préfet de Loir-et-Cher. En 2008, il devient directeur de l'administration au sein de la direction générale de la Sécurité extérieure (DGSE), poste qu'il occupera jusqu'à sa nomination comme préfet de l'Hérault en 2015. Lors de son installation à Montpellier, il précise ses priorités : « la sécurité, les politiques de cohésion sociale, le développement économique et la lutte contre le chômage ».
Le 26 août 2019, il est nommé préfet de la région Centre-Val de Loire, préfet du Loiret, en remplacement de Jean-Marc Falcone, parti à la retraite, devenant le 10e préfet du département en 15 ans. Son action s'oriente, entre autres, vers la lutte contre la radicalisation, notamment au moyen d'une collaboration avec l'Éducation nationale afin de détecter les écoles coraniques, « dont l’enseignement n’est pas toujours conforme aux principes républicains ». En décembre 2019, il affiche son désaccord avec la volonté du conseil départemental du Loiret de « revenir aux 90 km/h » sur une partie des routes départementales. Le même mois, il signe un plan pluriannuel de lutte contre l'habitat indigne dans le département.
Le 22 octobre 2020, il s'illustre lors d'un passage médiatique marquant pour tous les citoyens français, en annonçant à la télévision, en référence au deuxième confinement : "En revanche, on ne fait plus la fête. La bamboche, c'est terminé",.

## Récompenses et distinctions

### Décorations
- Officier de la Légion d'honneur (2014)[10]
- Commandeur de l'ordre national du Mérite (2018)[11]